# Józef Gosławski
Józef Gosławski, fulde navn Józef Jan Gosławski (født 24. april 1908, død 23. januar 1963), var en polsk billedhugger.
Gosławski blev født i Polanówka i det lublinske voivodskab i 1908. Billedhuggeren udkastede mindesmærker, derunder et mindesmærke for Frédéric Chopin i Żelazowa Wola i det masoviske voivodskab. Han lavede også mønter (bland andet 5 og 10 zloty) og medaljer. Gosławski var prismodtager ved flere kunstkonkurrencer og hædredes med fortjenstkorset af Republikken Polen i sølv (Polsk: Srebrny Krzyż Zasługi). Han døde i 1963 i Polens hovedstad Warszawa.

## Udstillinger

### Enkeltudstillinger
| År        | By              | Institution                           |
| --------- | --------------- | ------------------------------------- |
| 1933      | Kraków          | Pałac Sztuki                          |
| 1960      | Budapest        | Ośrodek Kultury Polskiej              |
| 1963      | Warszawa        | Dom Wojska Polskiego                  |
| 1968      | Wrocław         | Rådhus                                |
| 1973      | Warszawa        | Centralne Biuro Wystaw Artystycznych  |
| 1974      | Warszawa        | Galeria Wojskowa DWP                  |
| 1974      | Warka           | Muzeum im. Kazimierza Pułaskiego      |
| 1974      | Bydgoszcz       | Muzeum Regionalne                     |
| 1987      | Lublin          | Muzeum Regionalne                     |
| 1995      | Kazimierz Dolny | Muzeum Nadwiślańskie - Galeria Letnia |
| 1996      | Bolesławiec     | Bolesławiecki Ośrodek Kultury         |
| 1997      | Chełmno         | Muzeum Regionalne                     |
| 2000      | Konin           | Muzeum Regionalne                     |
| 2003      | Warszawa        | Galeria Domu Artysty Plastyka         |
| 2014      | Orońsko         | Centrum Rzeźby Polskiej               |
| 2014/2015 | Warszawa        | Muzeum Rzeźby (Królikarnia)           |

### Gruppeudstillinger

#### Udland
| År        | Land                    | By                    | Institution       |
| --------- | ----------------------- | --------------------- | ----------------- |
| 1932      | Østrig                  | Wien                  | Künstlerhaus Wien |
| 1936      | Italien                 | Rom                   | ?                 |
| 1936      | Italien                 | Rom                   | ?                 |
| 1950      | Tjekkoslovakiet         | Prag                  | ?                 |
| 1950      | Italien                 | Rom                   | ?                 |
| 1959      | Italien                 | Catania               | ?                 |
| 1959      | Østrig                  | Wien                  | ?                 |
| 1963/1964 | Sovjetunionen           | Moskva-Minsk          | ?                 |
| 1964      | Italien                 | Arezzo                | ?                 |
| 1965      | DDR                     | Berlin-Erfurt-Leipzig | ?                 |
| 1966      | Tjekkoslovakiet         | Kralupe               | ?                 |
| 1966      | Bulgarien               | Sofia                 | ?                 |
| 1966/1967 | Ungarn                  | -                     | ?                 |
| 1967      | Jugoslavien             | -                     | ?                 |
| 1967      | Finland, Sverige, Polen | -                     | ?                 |
| 1967      | Frankrig                | Paris                 | ?                 |
| 1968      | Sovjetunionen           | Moskva                | ?                 |
| 1969      | Ungarn                  | Budapest              | ?                 |
| 1971      | Frankrig                | Paris                 | ?                 |
| 1971      | Holland                 | Haag                  | ?                 |
| 1972      | DDR                     | Berlin                | ?                 |
| 1985      | Tjekkoslovakiet         | Prag                  | ?                 |
| 2003      | Østrig                  | Wien                  | Leopold Museum    |